# Lucio Emilio Mamercino
Lucio Emilio Mamercino (in latino Lucius Aemilius Mamercus; fl. 484-470 a.C.) è stato un politico e generale romano.

## Biografia
Padre di Tiberio Emilio Mamercino, console nel 470 e nel 467 a.C., Lucio Emilio apparteneva alla nobile gens Aemilia, una delle più antiche e conosciute gens patrizie dell'antica Roma. È il più vecchio rappresentante conosciuto della gens Aemilia, e il primo membro della sua gens a conseguire il titolo di console.

### Primo consolato
Nel 484 a.C. Lucio Emilio fu eletto console insieme a Cesone Fabio Vibulano, la cui elezione aveva reso furente la plebe, determinando lo scoppio di disordini.
Ma durante il loro consolato le rivolte interne vennero smorzate per lo scoppio della guerra contro i Volsci che, ritenendo che i dissidi interni avrebbero indebolito Roma e ansiosi di vendicare precedenti sconfitte, erano pronti alla guerra; perciò divisero in due le proprie forze, attaccando con un esercito i Latini e gli Ernici, e lasciando l'altro a difesa delle proprie terre.
A Cesone Fabio toccò in sorte la campagna per la difesa degli alleati, mentre a Lucio Emilio quella nel territorio dei Volsci. Lo scontro ebbe luogo davanti alla città di Antium, dove l'esercito romano subì una pesantissima sconfitta, che li costrinse a ritirare le forze superstiti nei pressi di Longula. Qui l'esercito guidato da Lucio riuscì a contenere un primo attacco dei Volsci, e dopo alcuni giorni, ottenuti rinforzi di uomini dall'esercito guidato da Cesone Fabio, sconfisse i Volsci in campo aperto.. Nonostante questa vittoria, Lucio Emilio, a causa della sconfitta subita ad Antium, decise di non rientrare in città quando vi si tennero i comitia.
Tito Livio invece riporta come Lucio Emilio, cui fu affidato il comando della campagna contro Volsci ed Equi, conseguì una brillante vittoria, infliggendo al nemico perdite più rilevanti durante la ritirata che durante la battaglia stessa, mentre non riferisce alcuna azione militare all'altro console..
In quello stesso anno venne consacrato ai Dioscuri un tempio promesso loro dal dittatore Aulo Postumio Albo Regillense durante lo svolgimento della Battaglia del lago Regillo, la cui ricorrenza venne fissata alle idi di quintile (15 luglio).

### Secondo consolato
Nel 478 a.C. divenne console per la seconda volta insieme a Gaio Servilio Strutto Ahala.
Poiché quell'anno i Volsci e gli Equi progettavano di invadere il territorio romano, pensando di sfruttare l'impegno richiesto a Roma per fronteggiare Veio, il Senato inviò Gaio Servilio contro i Volsci e Lucio Emilio contro i Veienti, affidando al proconsole Servio Furio il compito di contrastare gli Equi, permettendo poi a Cesone Fabio Vibulano di portare rinforzi, con la carica di proconsole, al fratello Marco Fabio Vibulano, impegnato nella contesa privata tra i Fabii e Veio.
Mentre il console Gaio Servilio veniva costretto ad una guerra di posizione contro i Volsci, e il proconsole Servio Furio sbaragliava in breve tempo gli Equi, Lucio Emilio portò rapidamente battaglia ai Veienti, i quali, presi di sorpresa ed incalzati dalla cavalleria romana, non riuscirono a contrastarlo in campo aperto. Tito Livio colloca questo scontro nel campo sotto la fortificazione costruita sul fiume Cremara da Marco Fabio, l'anno prima, ed il campo etrusco a Saxa Rubra.
I Veienti allora chiesero la pace al Senato di Roma, che demandò Lucio Emilio a stabilire le condizioni di pace, che per i Veienti non furono per niente gravose. La decisione del console indispettì i senatori, che dalla pace si aspettavano vantaggi territoriali, tanto che non concessero a Lucio Emilio l'onore del trionfo, ed anzi gli chiesero di portare aiuto all'altro console Gaio Servilio. Lucio Emilio, per ripicca nei confronti del Senato, non aderì a questa richiesta, e sciolse il proprio esercito.

### Terzo consolato
Fu console per la terza volta nel 473 a.C. con Vopisco Giulio Iullo. Tuttavia Tito Livio lo indica console insieme a Opitero Verginio Tricosto Esquilino.
In assenza di azioni militari da intraprendere, sotto il loro mandato i consoli dovettero far fronte ad esigenze sociali e alla domanda di assegnazione di terre pubbliche per i cittadini bisognosi. Per la mancata assegnazione delle terre pubbliche, il tribuno della plebe Gneo Genucio citò in giudizio i consoli dell'anno precedente, Aulo Manlio Vulsone e Lucio Furio Medullino. Ma il giorno fissato per lo svolgimento del processo il tribuno fu trovato morto in casa, senza che sul cadavere vi fossero segni evidenti di violenza; la sua assenza impedì lo svolgimento del processo, che fu di fatto annullato.
I due consoli poi indissero una leva militare, ma quando Publilio Volerone si rifiutò decisamente di essere arruolato come soldato semplice, rivendicando di essere stato centurione, scoppiarono dei disordini. I littori furono malmenati e i consoli dovettero rifugiarsi all'interno della Curia, rinunciando poi alla leva e ad ogni altra azione repressiva. Le loro lamentele dell'episodio, presentate in Senato dopo la conclusione dei disordini, non ebbero seguito, volendo i senatori evitare lo scontro con la plebe.

### Altro
Nel 470 a.C., durante il consolato del figlio Tiberio, Lucio Emilio Mamercino sostenne la legge agraria, manifestando ostilità contro quel Senato che anni prima gli aveva negato il trionfo.